# الطوابعة (أولاد عياد)
الطوابعة هي إحدى مشيخات المملكة المغربية، تتبع جغرافيا لإقليم تاونات وإداريًا لأولاد عياد. يقدر عدد سكانها بـ 4185 نسمة حسب الإحصاء الرسمي للسكان والسكنى لسنة 2004.